# Fusigobius melacron
Fusigobius melacron es una especie de peces de la familia de los Gobiidae en el orden de los Perciformes.

## Morfología
Los machos pueden llegar a alcanzar los 3,5 cm de longitud total y las  hembras 3.6.

## Hábitat
Es un pez de Mar , de clima tropical y demersal que vive entre 70-30 m de profundidad.

## Distribución geográfica
Se encuentra en Fiyi, Indonesia, el Japón (incluyendo las Islas Ryukyu)

## Observaciones
Es inofensivo para los humanos.